# 제이 커틀러 (보디빌더)

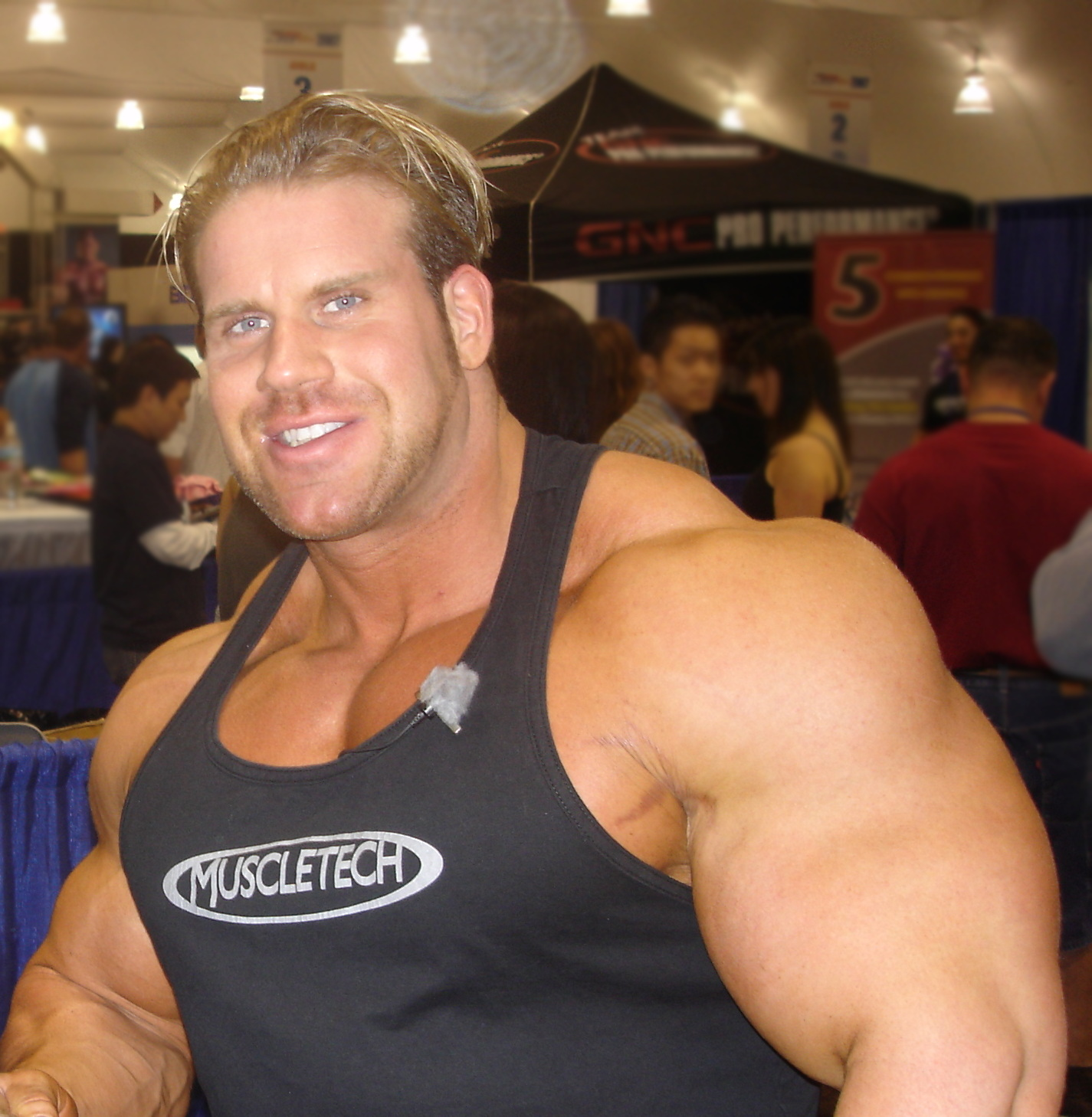
제이 커틀러

제이 커틀러(Jay Cutler, 1973년 8월 3일 ~ )는 미국의 보디빌더로, 2010년 미스터 올림피아 우승자이다. 1996년 NPC 내셔널 헤비급 우승 프로 카드를 받았다. 1998년의 나이트 오브 챔피언스에서 프로 데뷔하였으며, 11위를 하였다. 이듬해 1999년에 미스터 올림피아에 첫 출전해 14위를 하였다. 2000년 나이트 오브 챔피언스에서 첫 타이틀을 획득한 상위 빌더로 두각을 나타내며 2002년에서 2004년의 아널드 클래식에서 3연승을 하였다. 2001년, 2003년 ~ 2005년 미스터 올림피아에서 디펜딩 챔피언이었던 로니 콜먼에 막혀 연속 2위를 지키고 있지만, 2006년 이 대회에서 마침내 콜먼을 이기고 첫 우승을 한다. 이후 2007년에도 우승하였다. 2008년에는 덱스터 잭슨에 지며 2위가 됐지만, 2009~2010년에 다시 우승을 차지했다.
2012년 부상을 당한 후 2013년 미스터 올림피아에 재기하며 6위를 했다.